# Maďarsko na Zimních olympijských hrách 1932
Maďarsko na Zimních olympijských hrách v roce 1932 reprezentovala výprava 4 sportovců (2 muži a 2 ženy) v 1 sportu.

## Medailisté
| Medaile | Jméno                           | Sport         | Soutěž            |
| ------- | ------------------------------- | ------------- | ----------------- |
| Bronz   | Emilia Rotterová László Szollás | Krasobruslení | Sportovní dvojice |